# Андрес Палоп
Андрес Палоп Сервера (шп. Andrés Palop Cervera; рођен 22. октобра 1973, у Л'Алкудија, Валенсија) је бивши шпански фудбалски голман који је у својој каријери наступао за Валенсију, Виљареал, Севиљу и Бајер Леверкузен. Био је и трећи голман репрезентације Шпаније са којом је освојио европско првенство 2008.
У Валенсији је био замена за Сантијага Кањизареса.
Он је 15. марта 2007, постигао је изједначујући гол против Шахтјора главом у надокнади времена у УЕФА купу. Севиља је ту утакмицу победила са 3-2 и тако обезбедила пролазак у следећи круг. Имао је кључну улогу у полуфиналу истог такмичења одбранивши 3 од 4 пенала у пенал-серији.
Иако је голман Барселоне Виктор Валдез био најављен као трећи голман репрезентације на Евру 2008., Луис Арагонес је позвао Палопа.

## Успеси

### Валенсија
- Првенство Шпаније (2) : 2002, 2004.
- УЕФА куп (1) : 2004.
- Европски суперкуп (1) : 2004.
- Лига шампиона : финале 2000, 2001.
- Суперкуп Шпаније : финале 2002, 2004.

### Севиља
- УЕФА куп (2) : 2006, 2007.
- Европски суперкуп (1) : 2006.
- Европски суперкуп : финале 2007.
- Куп Шпаније (2) : 2007, 2010.
- Суперкуп Шпаније (1) : 2007.
- Суперкуп Шпаније : финале 2010.

### Репрезентација
- Европско првенство (1) : 2008.